# Eliminacje do Mistrzostw Europy w Piłce Siatkowej Kobiet 2013
Eliminacje do Mistrzostw Europy w Piłce Siatkowej Kobiet 2013 rozpoczęły się w 12 maja 2012 roku. Wzięło w nich udział 25 reprezentacji. Losowanie par i grup eliminacji odbyło się 29 października 2011 roku w Luksemburgu.
Eliminacje składały się z trzech rund. W pierwszej wzięły udział reprezentacje Łotwy i Cypru które rozegrały między sobą dwumecz. O awansie decydowała liczba wygranych meczów. Gdy obie reprezentacje wygrały po jednym spotkaniu rozgrywany był tzw. złoty set grany do 15 punktów. W drugiej rundzie zespoły mierzy się w grupowych turniejach. Zwycięzca turnieju uzyska awans do mistrzostw, a drużyna z drugiego miejsca będzie grała w trzeciej rundzie (barażu). Baraże są grane tym samym systemem co pierwsza runda.
Bezpośredni awans do Mistrzostw Europy 2013 uzyskali gospodarze oraz 5 najlepszych reprezentacji Mistrzostw Europy 2011. Eliminacje wyłonią pozostałych 9 finalistów.

## Drużyny uczestniczące
Gospodarze
- Niemcy
- Szwajcaria

Reprezentacje grające od pierwszej rundy rundy
- Cypr
- Łotwa

Reprezentacje grające od drugiej rundy

- Austria
- Azerbejdżan
- Belgia
- Białoruś
- Bułgaria
- Chorwacja
- Czarnogóra
- Czechy
- Dania
- Finlandia
- Francja
- Grecja
- Hiszpania
- Holandia
- Izrael
- Portugalia
- Rumunia
- Słowacja
- Słowenia
- Szwecja
- Ukraina
- Węgry
- Wielka Brytania

## Pierwsza runda
| Data  | Godz. | Drużyna 1 | Wynik | Drużyna 2 | 1     | 2     | 3     | 4 | 5 | Złoty set | Widzów | * |
| ----- | ----- | --------- | ----- | --------- | ----- | ----- | ----- | - | - | --------- | ------ | - |
| 12.05 | 18:00 | Łotwa     | 3:0   | Cypr      | 25:17 | 25:23 | 25:13 |   |   |           | 800    | 1 |
| 20.05 | 19:00 | Łotwa     | 3:0   | Cypr      | 25:12 | 26:24 | 25:22 |   |   | 200       | 2      |   |

## Grupa A

### Tabela
| Lp. | Drużyna   | Pkt | Mecze | Mecze | Mecze | Sety | Sety | Sety  | Małe punkty | Małe punkty | Małe punkty |
| Lp. | Drużyna   | Pkt | M     | W     | P     | wyg. | prz. | ratio | zdob.       | str.        | ratio       |
| --- | --------- | --- | ----- | ----- | ----- | ---- | ---- | ----- | ----------- | ----------- | ----------- |
| 1   | Hiszpania | 14  | 6     | 5 (2) | 1 (1) | 17   | 8    | 2.125 | 565         | 480         | 1.177       |
| 2   | Słowacja  | 14  | 6     | 4 (0) | 2 (2) | 16   | 6    | 2.667 | 536         | 439         | 1.221       |
| 3   | Izrael    | 8   | 6     | 3 (1) | 3 (0) | 11   | 11   | 1.000 | 473         | 486         | 0.973       |
| 4   | Szwecja   | 0   | 6     | 0 (0) | 6 (0) | 0    | 18   | 0.000 | 282         | 450         | 0.627       |

Źródło: cev.lu
Punktacja: 3:0 i 3:1 – 3 pkt; 3:2 – 2 pkt; 2:3 – 1 pkt; 1:3 i 0:3 – 0 pkt
Zasady ustalania kolejności: 1. liczba punktów; 2. liczba zwycięstw; 3. stosunek setów; 4. stosunek małych punktów; 5. bilans w bezpośrednich meczach
     awans do Mistrzostw Europy 2013
     awans do baraży

### Wyniki
I Turniej
 Poprad
| Data  | Godz. | Drużyna 1 | Wynik | Drużyna 2 | 1     | 2     | 3     | 4     | 5     | Widzów | * |
| ----- | ----- | --------- | ----- | --------- | ----- | ----- | ----- | ----- | ----- | ------ | - |
| 06.09 | 16:00 | Izrael    | 3:2   | Hiszpania | 19:25 | 28:26 | 18:25 | 25:21 | 15:13 | 100    | 1 |
| 06.09 | 18:30 | Słowacja  | 3:0   | Szwecja   | 25:17 | 25:15 | 25:11 |       |       | 850    | 2 |
| 07.09 | 16:00 | Hiszpania | 3:0   | Szwecja   | 25:8  | 25:9  | 25:16 |       |       | 135    | 3 |
| 07.09 | 18:30 | Izrael    | 0:3   | Słowacja  | 16:25 | 18:25 | 18:25 |       |       | 850    | 4 |
| 08.09 | 16:00 | Szwecja   | 0:3   | Izrael    | 16:25 | 18:25 | 18:25 |       |       | 200    | 5 |
| 08.09 | 18:30 | Słowacja  | 2:3   | Hiszpania | 25:16 | 20:25 | 25:19 | 26:28 | 11:15 | 1250   | 6 |

II Turniej
 Ra’anana
| Data  | Godz. | Drużyna 1 | Wynik | Drużyna 2 | 1     | 2     | 3     | 4     | 5     | Widzów | * |
| ----- | ----- | --------- | ----- | --------- | ----- | ----- | ----- | ----- | ----- | ------ | - |
| 13.09 | 16:00 | Słowacja  | 2:3   | Hiszpania | 24:26 | 25:21 | 20:25 | 25:17 | 15:17 | 50     | 1 |
| 13.09 | 18:30 | Szwecja   | 0:3   | Izrael    | 21:25 | 22:25 | 17:25 |       |       | 300    | 2 |
| 14.09 | 16:00 | Hiszpania | 3:0   | Szwecja   | 25:15 | 25:11 | 25:20 |       |       | 60     | 3 |
| 14.09 | 18:30 | Izrael    | 1:3   | Słowacja  | 22:25 | 25:20 | 17:25 | 22:25 |       | 720    | 4 |
| 15.09 | 16:00 | Szwecja   | 0:3   | Słowacja  | 20:25 | 17:25 | 12:25 |       |       | 50     | 5 |
| 15.09 | 18:30 | Izrael    | 1:3   | Hiszpania | 19:25 | 17:25 | 25:21 | 19:25 |       | 900    | 6 |

## Grupa B

### Tabela
| Lp. | Drużyna  | Pkt | Mecze | Mecze | Mecze | Sety | Sety | Sety  | Małe punkty | Małe punkty | Małe punkty |
| Lp. | Drużyna  | Pkt | M     | W     | P     | wyg. | prz. | ratio | zdob.       | str.        | ratio       |
| --- | -------- | --- | ----- | ----- | ----- | ---- | ---- | ----- | ----------- | ----------- | ----------- |
| 1   | Holandia | 17  | 6     | 6 (1) | 0 (0) | 18   | 2    | 9.000 | 478         | 332         | 1.440       |
| 2   | Ukraina  | 13  | 6     | 4 (0) | 2 (1) | 14   | 7    | 2.000 | 480         | 371         | 1.294       |
| 3   | Grecja   | 6   | 6     | 2 (0) | 4 (0) | 6    | 12   | 0.500 | 374         | 339         | 1.103       |
| 4   | Dania    | 0   | 6     | 0 (0) | 6 (0) | 1    | 18   | 0.056 | 272         | 373         | 0.729       |

Źródło: cev.lu
Punktacja: 3:0 i 3:1 – 3 pkt; 3:2 – 2 pkt; 2:3 – 1 pkt; 1:3 i 0:3 – 0 pkt
Zasady ustalania kolejności: 1. liczba punktów; 2. liczba zwycięstw; 3. stosunek setów; 4. stosunek małych punktów; 5. bilans w bezpośrednich meczach
     awans do Mistrzostw Europy 2013
     awans do baraży

### Wyniki
I Turniej
 Apeldoorn
| Data  | Godz. | Drużyna 1 | Wynik | Drużyna 2 | 1     | 2     | 3     | 4     | 5 | Widzów | * |
| ----- | ----- | --------- | ----- | --------- | ----- | ----- | ----- | ----- | - | ------ | - |
| 07.09 | 18:00 | Holandia  | 3:0   | Dania     | 25:12 | 25:11 | 25:9  |       |   | 500    | 1 |
| 07.09 | 20:30 | Ukraina   | 3:0   | Grecja    | 25:11 | 25:14 | 25:17 |       |   | 300    | 2 |
| 08.09 | 16:30 | Dania     | 0:3   | Grecja    | 11:25 | 14:25 | 14:25 |       |   | 400    | 3 |
| 08.09 | 19:00 | Holandia  | 3:0   | Ukraina   | 25:19 | 25:18 | 25:22 |       |   | 1500   | 4 |
| 09.09 | 15:00 | Dania     | 1:3   | Ukraina   | 12:25 | 25:23 | 15:25 | 12:25 |   | 300    | 5 |
| 09.09 | 17:30 | Grecja    | 0:3   | Holandia  | 20:25 | 23:25 | 13:25 |       |   | 1500   | 6 |

II Turniej
 Yuzhny
| Data  | Godz. | Drużyna 1 | Wynik | Drużyna 2 | 1     | 2     | 3     | 4     | 5     | Widzów | * |
| ----- | ----- | --------- | ----- | --------- | ----- | ----- | ----- | ----- | ----- | ------ | - |
| 14.09 | 17:00 | Grecja    | 0:3   | Ukraina   | 7:25  | 11:25 | 19:25 |       |       | 1000   | 1 |
| 14.09 | 19:30 | Dania     | 0:3   | Holandia  | 12:25 | 13:25 | 7:25  |       |       | 450    | 2 |
| 15.09 | 17:00 | Ukraina   | 2:3   | Holandia  | 25:20 | 19:25 | 18:25 | 25:18 | 11:15 | 1100   | 3 |
| 15.09 | 19:30 | Grecja    | 3:0   | Dania     | 25:17 | 25:20 | 25:18 |       |       | 350    | 4 |
| 16.09 | 17:00 | Ukraina   | 3:0   | Dania     | 25:20 | 25:11 | 25:19 |       |       | 650    | 5 |
| 16.09 | 19:30 | Holandia  | 3:0   | Grecja    | 25:21 | 25:16 | 25:18 |       |       | 230    | 6 |

## Grupa C

### Tabela
| Lp. | Drużyna     | Pkt | Mecze | Mecze | Mecze | Sety | Sety | Sety  | Małe punkty | Małe punkty | Małe punkty |
| Lp. | Drużyna     | Pkt | M     | W     | P     | wyg. | prz. | ratio | zdob.       | str.        | ratio       |
| --- | ----------- | --- | ----- | ----- | ----- | ---- | ---- | ----- | ----------- | ----------- | ----------- |
| 1   | Azerbejdżan | 18  | 6     | 6 (0) | 0 (0) | 18   | 0    | MAX   | 456         | 311         | 1.466       |
| 2   | Białoruś    | 12  | 6     | 4 (0) | 2 (0) | 12   | 8    | 1.500 | 462         | 409         | 1.130       |
| 3   | Finlandia   | 5   | 6     | 2 (1) | 4 (0) | 8    | 14   | 0.571 | 448         | 501         | 0.894       |
| 4   | Austria     | 1   | 6     | 0 (0) | 6 (1) | 2    | 18   | 0.111 | 341         | 486         | 0.702       |

Źródło: cev.lu
Punktacja: 3:0 i 3:1 – 3 pkt; 3:2 – 2 pkt; 2:3 – 1 pkt; 1:3 i 0:3 – 0 pkt
Zasady ustalania kolejności: 1. liczba punktów; 2. liczba zwycięstw; 3. stosunek setów; 4. stosunek małych punktów; 5. bilans w bezpośrednich meczach
     awans do Mistrzostw Europy 2013
     awans do baraży

### Wyniki
I Turniej
 Salo
| Data  | Godz. | Drużyna 1   | Wynik | Drużyna 2   | 1     | 2     | 3     | 4     | 5 | Widzów | * |
| ----- | ----- | ----------- | ----- | ----------- | ----- | ----- | ----- | ----- | - | ------ | - |
| 07.09 | 17:00 | Azerbejdżan | 3:0   | Austria     | 25:19 | 25:17 | 25:17 |       |   | 250    | 1 |
| 07.09 | 19:30 | Finlandia   | 1:3   | Białoruś    | 10:25 | 16:25 | 25:22 | 13:25 |   | 400    | 2 |
| 08.09 | 15:00 | Azerbejdżan | 3:0   | Białoruś    | 25:13 | 25:21 | 25:11 |       |   | 200    | 3 |
| 08.09 | 18:00 | Austria     | 0:3   | Finlandia   | 18:25 | 18:25 | 15:25 |       |   | 450    | 4 |
| 09.09 | 14:00 | Białoruś    | 3:0   | Austria     | 25:21 | 25:11 | 25:15 |       |   | 100    | 5 |
| 09.09 | 17:00 | Finlandia   | 0:3   | Azerbejdżan | 20:25 | 12:25 | 11:25 |       |   | 550    | 6 |

II Turniej
 Baku
| Data  | Godz. | Drużyna 1   | Wynik | Drużyna 2   | 1     | 2     | 3     | 4     | 5    | Widzów | * |
| ----- | ----- | ----------- | ----- | ----------- | ----- | ----- | ----- | ----- | ---- | ------ | - |
| 14.09 | 16:00 | Austria     | 0:3   | Białoruś    | 18:25 | 18:25 | 13:25 |       |      | 500    | 1 |
| 14.09 | 18:30 | Azerbejdżan | 3:0   | Finlandia   | 25:23 | 25:19 | 25:20 |       |      | 600    | 2 |
| 15.09 | 16:00 | Białoruś    | 3:1   | Finlandia   | 26:24 | 25:19 | 23:25 | 27:25 |      | 150    | 3 |
| 15.09 | 18:30 | Austria     | 0:3   | Azerbejdżan | 11:25 | 16:25 | 12:25 |       |      | 500    | 4 |
| 16.09 | 16:00 | Finlandia   | 3:2   | Austria     | 25:16 | 20:25 | 18:25 | 33:31 | 15:5 | 100    | 5 |
| 16.09 | 18:30 | Azerbejdżan | 3:0   | Białoruś    | 31:29 | 25:20 | 25:20 |       |      | 1000   | 6 |

## Grupa D

### Tabela
| Lp. | Drużyna         | Pkt | Mecze | Mecze | Mecze | Sety | Sety | Sety  | Małe punkty | Małe punkty | Małe punkty |
| Lp. | Drużyna         | Pkt | M     | W     | P     | wyg. | prz. | ratio | zdob.       | str.        | ratio       |
| --- | --------------- | --- | ----- | ----- | ----- | ---- | ---- | ----- | ----------- | ----------- | ----------- |
| 1   | Chorwacja       | 15  | 6     | 5 (0) | 1 (0) | 16   | 3    | 5.333 | 458         | 339         | 1.351       |
| 2   | Rumunia         | 15  | 6     | 5 (0) | 1 (0) | 15   | 5    | 3.000 | 485         | 387         | 1.253       |
| 3   | Wielka Brytania | 6   | 6     | 2 (0) | 4 (0) | 7    | 12   | 0.583 | 416         | 466         | 0.893       |
| 4   | Portugalia      | 0   | 6     | 0 (0) | 6 (0) | 0    | 18   | 0.000 | 287         | 457         | 0.628       |

Źródło: cev.lu
Punktacja: 3:0 i 3:1 – 3 pkt; 3:2 – 2 pkt; 2:3 – 1 pkt; 1:3 i 0:3 – 0 pkt
Zasady ustalania kolejności: 1. liczba punktów; 2. liczba zwycięstw; 3. stosunek setów; 4. stosunek małych punktów; 5. bilans w bezpośrednich meczach
     awans do Mistrzostw Europy 2013
     awans do baraży

### Wyniki
I Turniej
 Piatra Neamț
| Data  | Godz. | Drużyna 1       | Wynik | Drużyna 2       | 1     | 2     | 3     | 4     | 5 | Widzów | * |
| ----- | ----- | --------------- | ----- | --------------- | ----- | ----- | ----- | ----- | - | ------ | - |
| 06.09 | 17:00 | Chorwacja       | 3:0   | Wielka Brytania | 25:21 | 25:18 | 25:21 |       |   | 150    | 1 |
| 06.09 | 19:30 | Rumunia         | 3:0   | Portugalia      | 25:17 | 25:18 | 25:11 |       |   | 300    | 2 |
| 07.09 | 17:00 | Wielka Brytania | 3:0   | Portugalia      | 25:23 | 25:22 | 30:28 |       |   | 150    | 3 |
| 07.09 | 19:30 | Rumunia         | 3:1   | Chorwacja       | 25:12 | 25:22 | 20:25 | 26:24 |   | 500    | 4 |
| 08.09 | 17:00 | Portugalia      | 0:3   | Chorwacja       | 13:25 | 7:25  | 7:25  |       |   | 50     | 5 |
| 08.09 | 19:30 | Wielka Brytania | 1:3   | Rumunia         | 28:26 | 23:25 | 18:25 | 22:25 |   | 400    | 6 |

II Turniej
 Rovinj
| Data  | Godz. | Drużyna 1       | Wynik | Drużyna 2       | 1     | 2     | 3     | 4 | 5 | Widzów | * |
| ----- | ----- | --------------- | ----- | --------------- | ----- | ----- | ----- | - | - | ------ | - |
| 13.09 | 16:30 | Portugalia      | 0:3   | Rumunia         | 15:25 | 12:25 | 10:25 |   |   | 100    | 1 |
| 13.09 | 19:00 | Chorwacja       | 3:0   | Wielka Brytania | 25:12 | 25:21 | 25:21 |   |   | 300    | 2 |
| 14.09 | 16:30 | Rumunia         | 3:0   | Wielka Brytania | 25:21 | 25:17 | 25:17 |   |   | 40     | 3 |
| 14.09 | 19:00 | Portugalia      | 0:3   | Chorwacja       | 13:25 | 14:25 | 10:25 |   |   | 175    | 4 |
| 15.09 | 16:30 | Wielka Brytania | 3:0   | Portugalia      | 25:22 | 27:25 | 25:20 |   |   | 55     | 5 |
| 15.09 | 19:00 | Chorwacja       | 3:0   | Rumunia         | 25:20 | 25:23 | 25:20 |   |   | 600    | 6 |

## Grupa E

### Tabela
| Lp. | Drużyna    | Pkt | Mecze | Mecze | Mecze | Sety | Sety | Sety  | Małe punkty | Małe punkty | Małe punkty |
| Lp. | Drużyna    | Pkt | M     | W     | P     | wyg. | prz. | ratio | zdob.       | str.        | ratio       |
| --- | ---------- | --- | ----- | ----- | ----- | ---- | ---- | ----- | ----------- | ----------- | ----------- |
| 1   | Belgia     | 15  | 6     | 5 (0) | 1 (0) | 16   | 3    | 5.333 | 464         | 340         | 1.365       |
| 2   | Francja    | 15  | 6     | 5 (0) | 1 (0) | 15   | 4    | 3.750 | 463         | 360         | 1.286       |
| 3   | Słowenia   | 6   | 6     | 2 (0) | 4 (0) | 6    | 12   | 0.500 | 372         | 389         | 0.956       |
| 4   | Czarnogóra | 0   | 6     | 0 (0) | 6 (0) | 0    | 18   | 0.000 | 252         | 452         | 0.558       |

Źródło: cev.lu
Punktacja: 3:0 i 3:1 – 3 pkt; 3:2 – 2 pkt; 2:3 – 1 pkt; 1:3 i 0:3 – 0 pkt
Zasady ustalania kolejności: 1. liczba punktów; 2. liczba zwycięstw; 3. stosunek setów; 4. stosunek małych punktów; 5. bilans w bezpośrednich meczach
     awans do Mistrzostw Europy 2013
     awans do baraży

### Wyniki
I Turniej
 Maribor
| Data  | Godz. | Drużyna 1  | Wynik | Drużyna 2  | 1     | 2     | 3     | 4     | 5 | Widzów | * |
| ----- | ----- | ---------- | ----- | ---------- | ----- | ----- | ----- | ----- | - | ------ | - |
| 07.09 | 17:00 | Francja    | 3:0   | Słowenia   | 25:17 | 25:20 | 25:21 |       |   | 200    | 1 |
| 07.09 | 20:00 | Czarnogóra | 0:3   | Belgia     | 13:25 | 14:25 | 11:25 |       |   | 80     | 2 |
| 08.09 | 17:00 | Słowenia   | 3:0   | Czarnogóra | 25:11 | 25:18 | 25:12 |       |   | 300    | 3 |
| 08.09 | 20:00 | Belgia     | 1:3   | Francja    | 23:25 | 18:25 | 25:20 | 20:25 |   | 100    | 4 |
| 09.09 | 17:00 | Słowenia   | 0:3   | Belgia     | 20:25 | 18:25 | 17:25 |       |   | 250    | 5 |
| 09.09 | 20:00 | Czarnogóra | 0:3   | Francja    | 14:25 | 6:25  | 14:25 |       |   | 30     | 6 |

II Turniej
 Kortrijk
| Data  | Godz. | Drużyna 1  | Wynik | Drużyna 2  | 1     | 2     | 3     | 4 | 5 | Widzów | * |
| ----- | ----- | ---------- | ----- | ---------- | ----- | ----- | ----- | - | - | ------ | - |
| 14.09 | 17:00 | Czarnogóra | 0:3   | Słowenia   | 25:27 | 11:25 | 22:25 |   |   | 75     | 1 |
| 14.09 | 20:30 | Francja    | 0:3   | Belgia     | 19:25 | 24:26 | 25:27 |   |   | 700    | 2 |
| 15.09 | 17:00 | Słowenia   | 0:3   | Francja    | 20:25 | 23:25 | 16:25 |   |   | 150    | 3 |
| 15.09 | 20:30 | Belgia     | 3:0   | Czarnogóra | 25:5  | 25:18 | 25:   |   |   | 450    | 4 |
| 16.09 | 15:00 | Francja    | 3:0   | Czarnogóra | 25:22 | 25:13 | 25:10 |   |   | 200    | 5 |
| 16.09 | 18:30 | Belgia     | 3:0   | Słowenia   | 25:18 | 25:15 | 25:15 |   |   | 500    | 6 |

## Grupa F

### Tabela
| Lp. | Drużyna  | Pkt | Mecze | Mecze | Mecze | Sety | Sety | Sety  | Małe punkty | Małe punkty | Małe punkty |
| Lp. | Drużyna  | Pkt | M     | W     | P     | wyg. | prz. | ratio | zdob.       | str.        | ratio       |
| --- | -------- | --- | ----- | ----- | ----- | ---- | ---- | ----- | ----------- | ----------- | ----------- |
| 1   | Bułgaria | 16  | 6     | 6 (2) | 0 (0) | 18   | 4    | 4.500 | 507         | 389         | 1.303       |
| 2   | Czechy   | 14  | 6     | 4 (0) | 2 (2) | 16   | 7    | 2.286 | 525         | 398         | 1.319       |
| 3   | Węgry    | 6   | 6     | 2 (0) | 4 (0) | 7    | 14   | 0.500 | 508         | 487         | 1.043       |
| 4   | Łotwa    | 0   | 6     | 0 (0) | 6 (0) | 2    | 18   | 0.111 | 328         | 494         | 0.664       |

Źródło: cev.lu
Punktacja: 3:0 i 3:1 – 3 pkt; 3:2 – 2 pkt; 2:3 – 1 pkt; 1:3 i 0:3 – 0 pkt
Zasady ustalania kolejności: 1. liczba punktów; 2. liczba zwycięstw; 3. stosunek setów; 4. stosunek małych punktów; 5. bilans w bezpośrednich meczach
     awans do Mistrzostw Europy 2013
     awans do baraży

### Wyniki
I Turniej
 Warna
| Data  | Godz. | Drużyna 1 | Wynik | Drużyna 2 | 1     | 2     | 3     | 4     | 5    | Widzów | * |
| ----- | ----- | --------- | ----- | --------- | ----- | ----- | ----- | ----- | ---- | ------ | - |
| 07.09 | 15:30 | Węgry     | 0:3   | Czechy    | 17:25 | 8:25  | 12:25 |       |      | 50     | 1 |
| 07.09 | 18:00 | Bułgaria  | 3:0   | Łotwa     | 25:12 | 25:10 | 25:15 |       |      | 350    | 2 |
| 08.09 | 15:30 | Czechy    | 3:0   | Łotwa     | 25:15 | 25:20 | 25:11 |       |      | 50     | 3 |
| 08.09 | 18:00 | Bułgaria  | 3:0   | Węgry     | 25:13 | 25:18 | 25:16 |       |      | 350    | 4 |
| 09.09 | 15:30 | Łotwa     | 1:3   | Węgry     | 20:25 | 17:25 | 28:26 | 21:25 |      | 50     | 5 |
| 09.09 | 18:00 | Czechy    | 2:3   | Bułgaria  | 25:14 | 22:25 | 20:25 | 25:23 | 9:15 | 550    | 6 |

II Turniej
 Budaörs
| Data  | Godz. | Drużyna 1 | Wynik | Drużyna 2 | 1     | 2     | 3     | 4     | 5     | Widzów | * |
| ----- | ----- | --------- | ----- | --------- | ----- | ----- | ----- | ----- | ----- | ------ | - |
| 13.09 | 16:00 | Czechy    | 2:3   | Bułgaria  | 25:23 | 25:17 | 22:25 | 19:25 | 12:15 | 50     | 1 |
| 13.09 | 19:00 | Łotwa     | 1:3   | Węgry     | 21:25 | 25:18 | 18:25 | 16:25 |       | 100    | 2 |
| 14.09 | 15:30 | Bułgaria  | 3:0   | Łotwa     | 25:14 | 25:18 | 25:10 |       |       | 10     | 3 |
| 14.09 | 18:00 | Czechy    | 3:1   | Węgry     | 21:25 | 25:16 | 25:17 | 25:13 |       | 60     | 4 |
| 15.09 | 16:00 | Łotwa     | 0:3   | Czechy    | 14:25 | 10:25 | 13:25 |       |       | 25     | 5 |
| 15.09 | 19:00 | Węgry     | 0:3   | Bułgaria  | 20:25 | 19:25 | 20:25 |       |       | 150    | 6 |

## Trzecia runda - baraże
| Data  | Godz. | Drużyna 1 | Wynik | Drużyna 2 | 1     | 2     | 3     | 4     | 5    | Złoty set | Widzów | * |
| ----- | ----- | --------- | ----- | --------- | ----- | ----- | ----- | ----- | ---- | --------- | ------ | - |
| 01.06 | 17:00 | Ukraina   | 3:1   | Francja   | 25:23 | 25:17 | 24:26 | 30:28 |      | 15:11     | 700    | 1 |
| 08.06 | 20:30 | Ukraina   | 3:2   | Francja   | 20:25 | 25:23 | 25:20 | 18:25 | 15:8 | 15:11     | 1 400  | 2 |
| 01.06 | 18:00 | Rumunia   | 0:3   | Czechy    | 17:25 | 19:25 | 25:27 |       |      |           | 2 000  | 1 |
| 08.06 | 20:00 | Rumunia   | 3:1   | Czechy    | 25:11 | 25:18 | 23:25 | 25:22 |      | 500       | 2      |   |
| 01.06 | 18:00 | Białoruś  | 3:0   | Słowacja  | 25:19 | 25:10 | 25:17 |       |      | 14:16     | 1 000  | 1 |
| 06.06 | 19:00 | Białoruś  | 3:1   | Słowacja  | 15:25 | 25:19 | 25:17 | 25:20 |      | 14:16     | 1 100  | 2 |